# Лунка (Амару)
Лунка (рум. Lunca) насеље је у Румунији у округу Бузау у општини Амару. Oпштина се налази на надморској висини од 76 m.

## Становништво
Према подацима из 2011. године у насељу је живело 215 становника.